# Circon Verlag

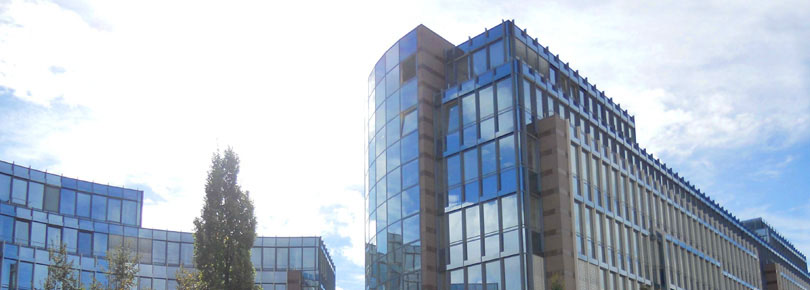
Circon Verlag GmbH Bürogebäude

Die Circon Verlag GmbH (bis August 2018 Compact Verlag GmbH) ist ein deutscher Verlag mit Sitz in München im Bereich »Fremdsprachenerwerb« und wurde 1976 vom Verleger Friedrich Niendieck gegründet. Im Oktober 2008 hatte Niendieck aus Altersgründen den Verkauf seiner Verlagsgruppe an die Verlagsgesellschaft European Professional Publishing Group (EPPG) bekannt gegeben. Seit September 2014 gehört der Verlag zur Vermar GmbH mit Sitz in Berlin. Der Circon Verlag hat ein breitgefächertes Verlagsprogramm mit ca. 50 Neupublikationen im Jahr. Außerdem werden Lizenzen in über 35 Länder vergeben. Der Circon Verlag stand als Compact Verlag nicht im Zusammenhang mit der gleichnamigen rechtsradikalen Zeitschrift. Ein Hauptgrund für die Namensänderung war, zukünftig Verwechslungen mit ebendieser Zeitschrift zu vermeiden.

## Verlagsprogramm
Ein Schwerpunkt des Circon Verlag liegt im Bereich »Fremdsprachenerwerb« und umfasst Lernlektüren, Lernhilfen, Sprachkurse, Wörterbücher und Nachschlagewerke, darunter fällt die eingetragene Reihe „Compact Lernkrimi“ mit ihrem didaktischen Konzept zum Sprachenlernen. Diese im Herbst 2002 gestartete Reihe umfasste (Stand 2015) rund 150 Titel der Sprachen Englisch, Französisch, Italienisch, Spanisch, Niederländisch, Schwedisch, Deutsch als Fremdsprache / Deutsch als Zweitsprache, Russisch und Portugiesisch. Das Fremdsprachenprogramm erscheint im Imprint Circon Lingua.
Ein weiterer Schwerpunkt liegt mit dem Imprint Circon Lernwelten auf Grundschulbildung und Lektüren für Erstleser.
Im ehemaligen Imprint compact via erschienen Bücher aus den Bereichen »Ratgeber«, »Wissen & Bildung«, »Kochen & Genießen«, »Gesundheit & Fitness« sowie »Kreativ in Haus & Garten«. Dieser Imprint wurde im August 2018 in Circon Circonia geändert, dessen Schwerpunkt nun auf Familie, Geschenkbuch und Eintragealben liegt.
Die vierte Säule der Circon Verlag GmbH ist der Imprint Circon Circolino (ehemals compact kids), der seinen Hauptschwerpunkt im Bereich »Kinderwissen« hat und aktuelle Sachthemen kindgerecht aufarbeitet.
Seit August 2018 firmiert der Verlag unter dem Namen Circon Verlag GmbH. Es handelt sich um eine reine Namensänderung, alle anderen Daten des Verlages haben sich nicht geändert. Die Zielrichtung des Programms hat sich jedoch seit Bestehen des Verlags deutlich verändert: Der Fokus liegt jetzt auf den Kernbereichen Sprachen, Bildung, Kinderwissen und Geschenkbuch. 